# Dichaetomyia hirta
Dichaetomyia hirta är en tvåvingeart som beskrevs av Malloch 1929. Dichaetomyia hirta ingår i släktet Dichaetomyia och familjen husflugor. Inga underarter finns listade i Catalogue of Life.